# カーナーズビル (ノースカロライナ州)
カーナーズビル（英: Kernersville）は、アメリカ合衆国ノースカロライナ州のフォーサイス郡の町である。一部はギルフォード郡にも入っている。2010年国勢調査での人口は23,123人だった。2000年の国勢調査では17,126人だったので、10年間で35%増加していた。カーナーズビルは、ウィンストン・セーラムの東に隣接している。

## 歴史
カーナーズビルとなった地域には、1756年にジェイコブ・ストーリーというアイルランド人が入ったのが始まりだった。1770年頃、ウィリアム・ドブソンがこの地域を買収し、ドブソンズ・クロスローズと呼んだ。ジョージ・ワシントンは1791年6月2日にドブソンの酒場で朝食を出されたことがあった。ジョセフ・カーナーが1817年に土地を買収し、宿屋の経営を続けた。町はカーナーズ・クロスローズと呼ばれるようになった。カーナーは2人の息子と1人の娘にその資産を遺した。鉄道が開通してから間もない1783年、町はカーナーズビルという名前で法人化された。
1998年のミネソタ・ツインズをカーナーズビルに移すという話はデマだった。
2005年後半、ジョージ・W・ブッシュ大統領が、カーナーズビルのディア・日立工場を訪問し、アメリカの経済について講演を行った。
2001年、NASCARのドライバーであるケヴィン・ハーヴィックがカーナーズビルに店を開いた。ケヴィンとその妻のデラナは2007年までかカーンズビルに住んでいた。デラナとその父であり元は全国的なシリーズのドライバーだったジョン・リンビルはカーナーズビルの生まれてである。
2008年夏、元大統領のビル・クリントンが、R・B・グレン高校で講演した。民主党の予備選挙で妻のヒラリー・クリントンの選挙運動を行っていた。

## 街並みの改良
2008年7月から、ノース・メインストリートの中心街を通る部分が閉鎖された。道路を拡幅し駐車スペースを追加して、12月2日は再度開通となった。
2006年半ばから、センチュリー公園では、ダムに関する構造的な問題のために前年から水を抜いていた湖を再建する工事が始まった。この湖は改修され、新たに魚も放されて、現在はセンチュリー大通りから入ることができ、手洗いやピクニック場もある。工事は2008年春に終わった。2009年5月からは、湖での釣りも許可されている。
センチュリー大通りでも2008年冬に工事が始まった。その工事はセンチュリー・プレース大通りにも及び、サウス・メインストリートからセンチュリー大通りへの通行を可能にした。工事は2009年1月に完了した。
2012年、ソールズベリー通りがB-40産業通りに架かる陸橋の再建工事が完了した。この新橋には石造りの側壁、歩道、および街灯柱がある。B-40産業通りにメインストリートの出入り口が追加され、新しい景観となった。
2012年からB-40産業通りに架かるヘイスティングス・ヒル道路の陸橋付け替え工事が始まった。この工事は老朽化した橋を更新することと、現在の北側道路が橋まで曲がりくねっているのを真っ直ぐに付け替えることも目指している。B-40産業通りへの出入り口も付け加えられる。これによって現行のサウス・メインストリートからリンビル道路まで出口に距離があったものが便利になり、陸橋近くの運転者に利益となる。
2013年秋から、西ボーデンハマー通りとドブソン通りの交差点にロータリーを付加する工事が始まった。この工事は混雑時の渋滞を緩和するねらいがある。2014年半ばにも完工の予定である。
2013年秋から、B-40産業通りに架かるメイシー・グローブ道路の陸橋建設が始まった。この工事は古い橋の付け替えであるが、B-40産業通りへの出入り口が追加される可能性もある。これによって地域最大の病院であるノバント・ヘルス・カーナーズビル医療センターへのアクセスが良くなる予定である。
ユニオン・クロス公園に近いウォルバーグ道路とユニオン・クロス道路の交差点では、ユニオン・クロス道路を東行きの一方通行とし、ウォルバーグ道路は信号灯が設置される。
ソールズベリー通りにある歴史地区の住宅は、現在進行している中心街に導く道路の改良や、中心街に付加される新しいバンクや公園に合わせて、家の改築を行う条例ができた。
カーナーズビルの町内で、アメリカ合衆国国家歴史登録財に指定されているものとしては、第一バプテスト教会、カーナーズビル駅、コーナーズ・フォリー（邸宅）、アイザック・ハリソン・マコーガン邸、ノースチェリー通り歴史地区、ロバーツ・ジャスティス邸、サウス・メインストリート歴史地区、ステュアート・モーター・カンパニーがある。

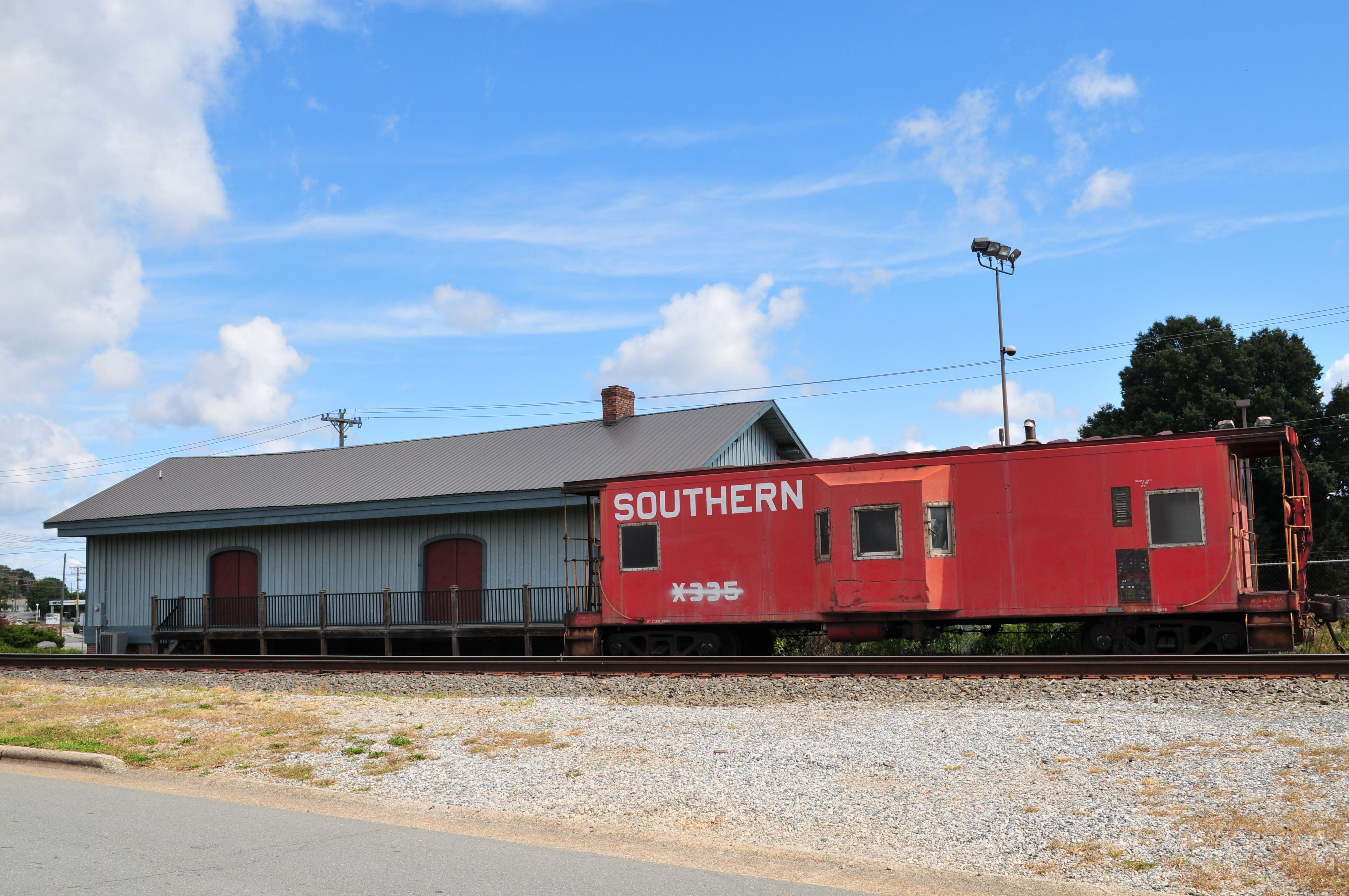
カーナーズビル駅（廃駅）

## 地理
カーナーズビルはアメリカ国道421号線が近く、ウィンストン・セイラム市から東に14 kmにある。
アメリカ合衆国国勢調査局に拠れば、町域全面積は12.2平方マイル (31.5km2)であり、このうち陸地12.1平方マイル (31.3 km2)、水域は0.1平方マイル (0.2km2)で水域率は0.58%である。

## 人口動態
以下は2010年国勢調査による人口統計データである。
| 基礎データ - 人口: 23,123 人 - 世帯数: 7,286 世帯 - 家族数: 4,663 家族 - 人口密度: 546.5人/km2（1,415.7 人/mi2） - 住居数: 7,950 軒 (3,642) - 住居密度: 253.7軒/km2（657.2 軒/mi2） 人種別人口構成 - 白人: 84.11% - アフリカン・アメリカン: 8.74% - ネイティブ・アメリカン: 0.32% - アジア人: 1.26% - 太平洋諸島系: 0.05% - その他の人種: 4.33% - 混血: 1.19% - ヒスパニック・ラテン系: 7.36% 年齢別人口構成 - 18歳未満: 23.9% - 18-24歳: 9.2% - 25-44歳: 33.8% - 45-64歳: 22.7% - 65歳以上: 10.3% - 年齢の中央値: 34歳 - 性比（女性100人あたり男性の人口） - 総人口: 93.4 - 18歳以上: 90.4 | 世帯と家族（対世帯数） - 18歳未満の子供がいる: 31.4% - 結婚・同居している夫婦: 48.3% - 未婚・離婚・死別女性が世帯主: 11.7% - 非家族世帯: 36.0% - 単身世帯: 30.4% - 65歳以上の老人1人暮らし: 8.0% - 平均構成人数 - 世帯: 2.31人 - 家族: 2.88人 収入と家計 - 収入の中央値 - 世帯: 41,520米ドル - 家族: 52,266米ドル - 性別 - 男性: 36,777米ドル - 女性: 26,873米ドル - 人口1人あたり収入: 23,506米ドル - 貧困線以下 - 対人口: 8.4% - 対家族数: 6.3% - 18歳未満: 11.6% - 65歳以上: 11.7% |

## 教育
カーナーズビルの公共教育は、ウィンストン・セイラム/フォーサイス郡教育学区が管轄している。
カーナーズビルには、公立小学校5校、同中学校3校、同高校2校（ロバート・B・グレン高校とイースト・フォーサイス高校）がある。これらの公立学校は全てウィンストン・セイラム/フォーサイス郡教育学区に属している。また私立学校も4校あり、その中でもブルックサイド・モンテッソリ学校とビショップ・マギネス・カトリック高校が有名である。この高校はノースカロライナ州に3校しかないカトリック高校の1つである。近くのオークリッジ町にはオークリッジ士官学校がある。町内にはフォーサイス工科コミュニティカレッジの分校もある。カーナーズビルから車で行ける範囲にはセイラム・カレッジ、ウェイクフォレスト大学、ウィンストン・セイラム州立大学、ベネット・カレッジ、ノースカロライナ大学グリーンズボロ校、ノースカロライナ大学芸術学校、グリーンズボロ・カレッジ、ギルフォード・カレッジ、ギルフォード工科コミュニティカレッジ、ノースカロライナ A&T（農業・工業） 州立大学、ハイポイント大学がある。
ピードモント・トライアド補習中授業校は週末に開講する日本語補習授業校であり、以前はカーナーズビルで授業を行っていた。

## 交通
グリーンズボロ市にあるピードモント・トライアド国際空港が地域の主要空港になっている。

## 呼び物

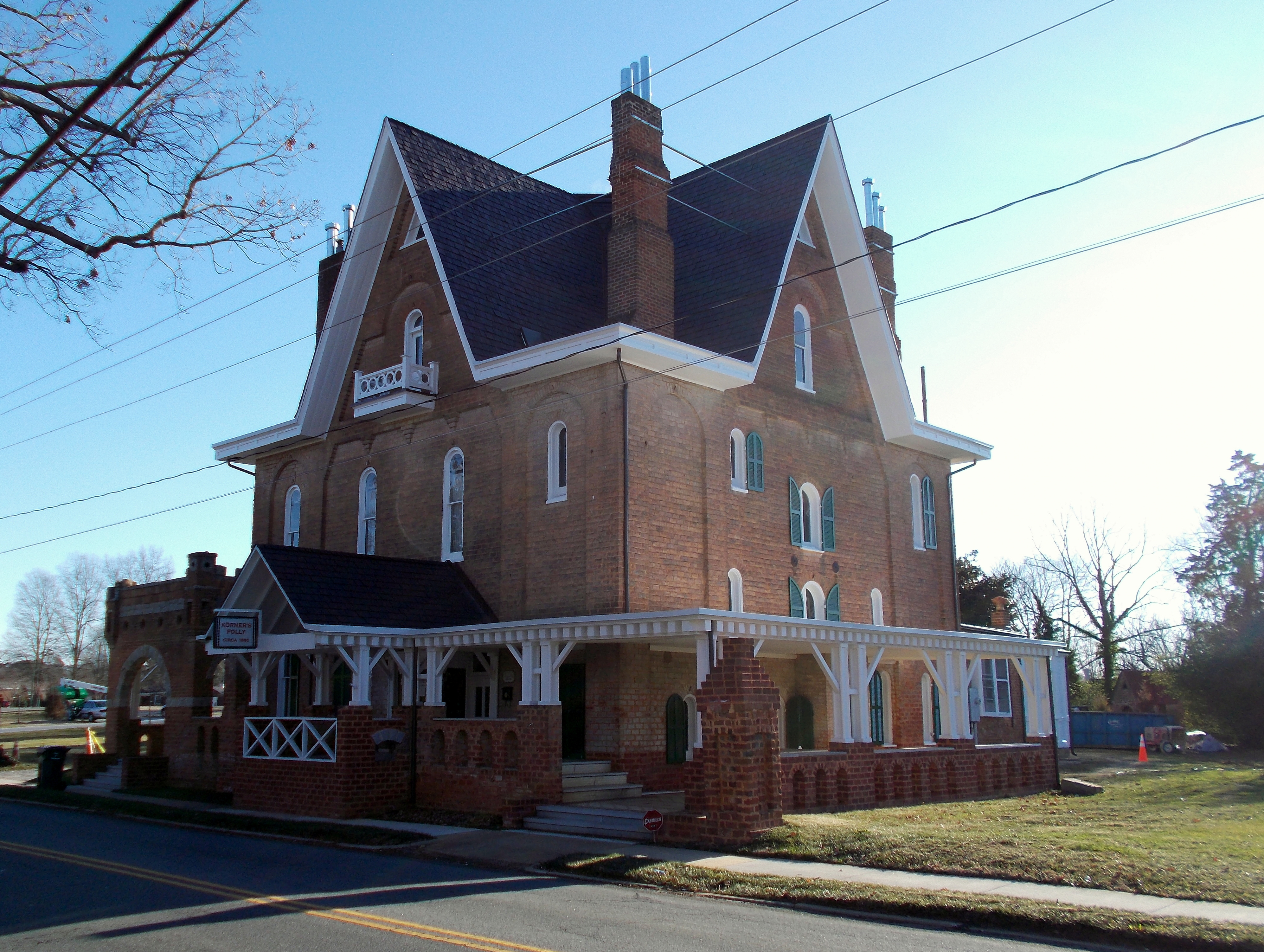
コーナーズ・フォリー

コーナーズ・フォリーは1878年から1880年に、町名の元になったジョセフ・カーナーの孫であるジュール・ケルナーによって建設された。7層の床に22室、装飾のある暖炉15か所など特徴あるデザインと建築様式によって観光名所になっている。1896年建造の、アメリカ合衆国では最初の個人所有リトルシアターと言われるものもこの家にある。2006年3月10日の「ニューヨーク・タイムズ」、2004年5月の雑誌「サザン・リビング」、また雑誌「アワー・ステイト」でも取り上げられた。この家のモデルが2001年のホワイトハウス・クリスマスツリーで、ノースカロライナ州を代表する装飾になった。
毎年秋には、フォース・オブ・ジュライ公園でミツバチ祭が開催される。
ポール・J・シーナー植物園は、サウス・メインストリートの歴史地区にある。
マウンテンバイク・シングルトラック公園、カーナーズビル町がカーナーズビル・サイクリング・クラブと共同でマウンテンバイクのための公演を造った。この公園はスミス・エドワーズ道路沿いにあり、2013年春のグランドオープンによって開園になった。
ペイトン・パレード、毎年9月18日に行われるパレード。
カーナーズビル・ファーマーズマーケット、5月から10月まで、毎週水曜日と土曜日に開催される
バックトアップ音楽公園は2010年秋に、ノースカロライナ州道66号線沿いに、地元、地域、全国、海外の様々なジャンルの音楽家のための、コンサートと祭の会場として開設された。これまでその屋内、屋外の会場に登場したアーティストとしては、リンゼイ・バッキンガム（フリートウッド・マック）、ピーター・トーク（ザ・モンキーズ）、フロリダ・ジョージア・ライン、パーマリー、トンプソン・スクエア、ケリー・ピックラー、モンゴメリー・ジェントリー、ビリー・カーリントン、リー・ブライス、イーストン・コービン、ジャスティン・ムーア、ランディ・ハウザー、ジェイク・オーウェン、マギー・ローズ、デイビッド・ファニング、ブレット・エルドレッジ、クレイグ・キャンベル、ジャナ・クラマー、セイビング・アベル、アーティマス・パイル（リニアード・スキナード）、モリー・ハチェット、ラブ・アンド・セフト、ブラックベリー・スモーク、クリス・ヤング、コルト・フォード、ジェイソン・マイケル・キャロル、ババ・スパークス、デボン・オールマン、ジョシュ・グラシン、ロスト・トレイラーズ、サマーズがいた。

## 関係者
- 元バスケットボール選手のターナー・バトルはカーナーズビルの出身である。